# Partenariat oriental
Le partenariat oriental est une politique de voisinage de l'Union européenne visant à conclure des accords avec l'Arménie, l'Azerbaïdjan, la Géorgie, la Moldavie, l'Ukraine et la Biélorussie, inauguré le 7 mai 2009 à Prague (Tchéquie). Il a été présenté par le ministre polonais des Affaires étrangères Radosław Sikorski avec l'assistance de la Suède.

## Historique

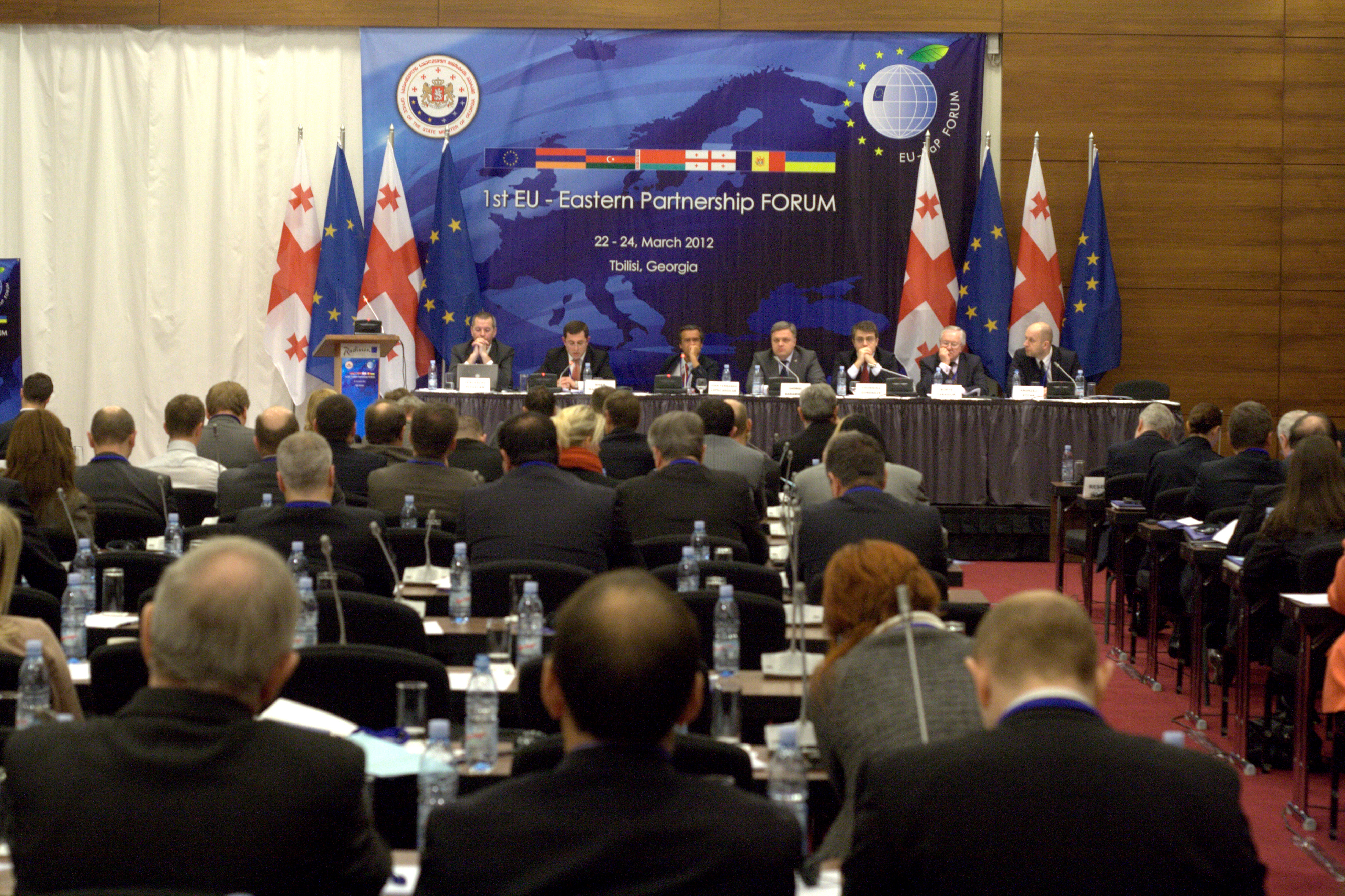
1er forum du partenariat oriental à Tbilissi, en mai 2012.

Une nouvelle génération d'accords d'association est en cours de négociation avec certains pays. Ils remplaceront les accords de partenariat et de coopération conclus avec les pays partenaires (sauf la Biélorussie) à la fin des années 1990. Les derniers accords d'association/ALEAC à avoir été lancés sont ceux concernant la Géorgie et la République de Moldavie.
Le 21 mars 2014, le Premier ministre ukrainien, Arseni Iatseniouk, signe dans le cadre du partenariat oriental le premier volet de l'accord d'association entre l'Ukraine et l'Union européenne. La non-signature de ce même document par ses prédécesseurs quelques mois plus tôt (en novembre 2013) était l'une des causes revendiquées par les représentants de l'Euromaïdan et de la crise ukrainienne.
Pour la période 2014-2017 furent mises en place quatre plateformes multilatérales du partenariat oriental, que sont :
1. La démocratie, la bonne gouvernance et la stabilité
2. L'intégration économique et la convergence avec les politiques européennes
3. La sécurité énergétique
4. Les contacts entre les peuples

## Fonctionnement

### États partenaires

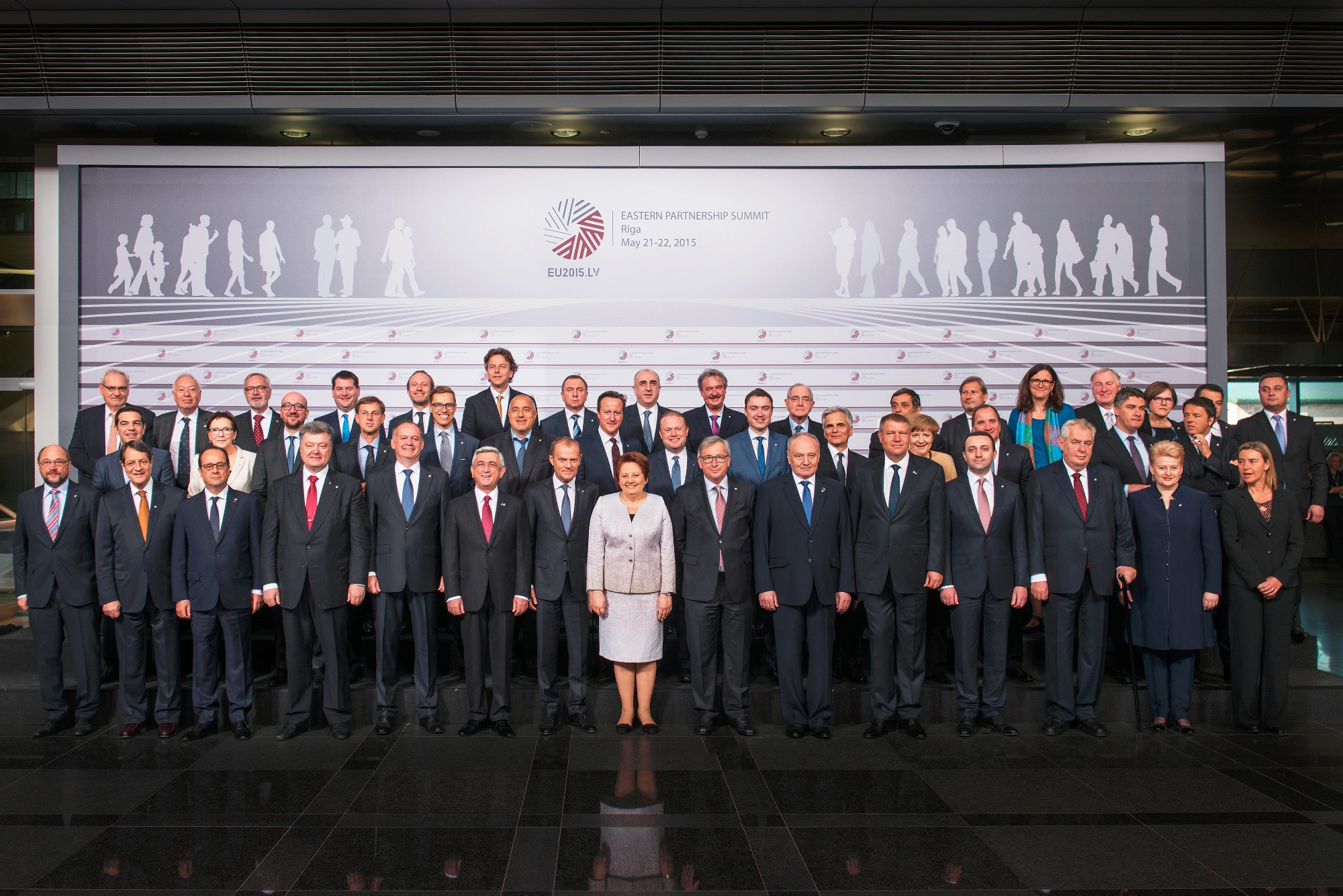
Sommet du partenariat oriental de Riga, en 2015, lors de la présidence lettonne du Conseil de l'UE.

Le partenariat oriental de l'Union européenne concerne à l'origine six États : l'Arménie, l'Azerbaïdjan, la Biélorussie, la Géorgie, la Moldavie et l'Ukraine. La Biélorussie quitte le partenariat le 28 juin 2021.

### Objectifs

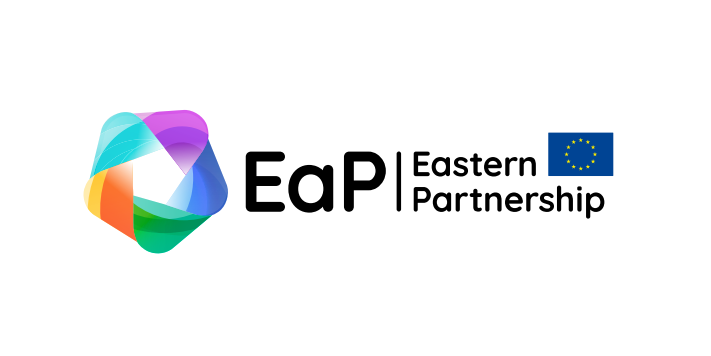
Logo du partenariat oriental.

Dans la présentation qu'en fait le Service européen pour l'action extérieure (SEAE), le partenariat oriental est une initiative multilatérale qui permet aux pays États intéressés de se rapprocher de l'UE et de ses membres en renforçant leurs liens politiques, économiques et culturels. L'Union européenne individualise sa relation juridique avec chacun des États partenaires, dans une logique de rapprochement bilatéral. Le partenariat est complémentaire aux accords d'association individuels avec les États candidats à l'adhésion et riverains qui sont plus poussés et peuvent présenter un caractère contraignant.
Ce partenariat repose sur plusieurs piliers :
- le respect du droit international
- un engagement en faveur de valeurs fondamentales que sont la démocratie, la primauté du droit, le respect des droits de l'homme et des libertés fondamentales
- la mise en place d'une économie de marché, dans un cadre de développement durable et de bonne gouvernance.

Il vise également à renforcer la sécurité énergétique, favoriser les réformes sectorielles et la protection de l'environnement, soutenir le développement économique et social, fournir des fonds supplémentaires à des projets visant à réduire les inégalités sociales, améliorer la stabilité et encourager les contacts interpersonnels. Le 15 décembre 2021, il a fait l'objet d'une déclaration commune visant un partenariat plus étroit.

### Financement
Depuis 2009, les pays partenaires ont bénéficié de 3,2 milliards d'euros sous diverses formes et au travers des programmes financés par l'UE. Pour la période 2014-2020, l'instrument européen de voisinage et de partenariat (IEVP), la principale source de financement pour la politique européenne de voisinage (y compris le partenariat oriental) est accru afin de répondre aux nouveaux objectifs de la politique européenne de voisinage et de s'adapter aux différents contextes nationaux et régionaux.
Par exemple, en 2014, l'Ukraine a reçu 300 millions d'euros d'aide (à comparer aux 12 milliards d'euros d'aide que reçoit la Pologne dans le cadre de la PAC et de la politique de cohésion) afin de l'aider à stabiliser son économie. De nouveaux investissements sont prévus en Géorgie et en Moldavie pour aider les petites entreprises à accéder aux capitaux des investisseurs privés et financiers.